# Odiniet
Het mineraal odiniet is een ijzer-magnesium-aluminium-titanium-mangaan-fyllosilicaat, een verbinding van twee fyllosilicaationen met ijzer, magnesium, aluminium, titanium, mangaan en vier hydroxylgroepen met molecuulformule (Fe3+,Mg,Al,Fe2+,Ti,Mn)2,5(Si,Al)2O5(OH)4. Het is een fyllosilicaat en hoort binnen de kleimineralen tot de kaoliniet-groep. Het is naar de mineraloog Gilles Serge Odin genoemd van de Universiteit Pierre en Marie Curie in Parijs, die was gespecialiseerd op het gebied van klei. Het is groen of donkergroen, heeft een zijdeglans en een grijsgroene streepkleur. Het heeft een monoklien kristalstelsel en het mineraal kent geen splijting. De massadichtheid is 2,6 kg/l, de hardheid is 2,6 en odiniet is niet radioactief. Het is een kleimineraal en komt in schalies en andere sedimentaire gesteenten voor, vooral in tropische gebieden met lagunes.